# Glossocratus spatulata
Glossocratus spatulata är en insektsart som beskrevs av William Lucas Distant 1912. Glossocratus spatulata ingår i släktet Glossocratus och familjen dvärgstritar. Inga underarter finns listade i Catalogue of Life.